# Unión Nacional Opositora (El Salvador)
La Unión Nacional Opositora (UNO) fue una coalición de 3 partidos políticos de El Salvador, que se formó entre 1971 -1978 que participaría en las elecciones presidenciales de 1972 y 1977 contra el régimen militar que estaría conformado por el Partido de Conciliación Nacional (PCN), que gobernaba desde 1962.

## Historia
En 1972, el Partido Demócrata Cristiano formaría una alianza conocida como Unión Nacional Opositora (UNO) junto con el socialdemócrata Movimiento Nacional Revolucionario (MNR) y la Unión Democrática Nacionalista (UDN), frente abierto del Partido Comunista Salvadoreño, y presentó como candidato presidencial al Ing. José Napoleón Duarte Fuentes, El Ing. Duarte había fungido como alcalde de san salvador entre 1964 a 1970 cosa que lo llevaría a impulsar su candidatura presidencial, y para vicepresidente el Dr. Guillermo Manuel Ungo, El Dr. Ungo estudió Jurisprudencia en la Universidad de El Salvador donde fue dirigente de los grupos estudiantiles llegando a ser Presidente de la Asamblea General Universitaria, además de desempeñarse entre 1965 y 1970 como catedrático de derecho en la misma Universidad Nacional. 
En 1968 participó en la fundación del partido "Movimiento Nacional Revolucionario" (MNR) de ideología socialdemócrata. El MNR surgió como fuerza de izquierda moderada al régimen militar del derechista Partido de Conciliación Nacional (PCN). En septiembre de 1969, Ungo fue elegido Secretario General del MNR, cargo que desempeñó hasta su muerte. muchos historiadores consideran que la UNO ganó la elección, pero las autoridades electorales proclamaron la victoria del Coronel Arturo Armando Molina, candidato del PCN, en medio de las acusaciones de fraude.
En 1977, la UNO por segunda vez consecutiva llevaría como candidato presidencial a un coronel retirado, Al Cnel. Ernesto Antonio Claramount Rozeville,  Claramount era desconocido en la vida política no poseía experiencia alguna en la política pero debido a que el régimen militar no permitía que civiles participaran en elecciones, La UNO lo propuso de candidato para estar parejos con el régimen militar sin embargo esto no funcionaria y siempre se terminaría consumando el fraude electoral, Claramunt se consideraba progresista, su candidato a vicepresidente fue el Dr. José Antonio Morales Erlich, Erlich si poseía experiencia política ya que pasaría toda su vida colaborando con el PDC, para la formación de la UNO además de que fungió como Alcalde de San Salvador entre los años de 1974-1976 y 1985-1987, poseía doctorado en Jurisprudencia y Ciencias Políticas.
El 15 de octubre de 1979 fue derrocado el gobierno del general Carlos Humberto Romero y se formó la Junta Revolucionaria de Gobierno, en la cual solamente participó el "sector progresista" del PDC, que sería expulsado del gobierno y del partido a principios de 1980. El PDC se reorganizó y se incorporó a la llamada "Segunda Junta" (1980), y el liderazgo de Duarte se afianzó durante la "Tercera Junta" (1980-1982).

## Intento de Golpe de Estado de 1972
Articulo: Intento de Golpe de Estado de 1972
El 25 de marzo de 1972 se produjo un intento de golpe de Estado contra el presidente Fidel Sánchez Hernández, para evitar la llegada del poder de Molina. Sin embargo había una división de algunos militares en el ejército salvadoreño. Dos Cuarteles Generales estaban divididos entre ellos el Cuartel San Carlos que apoyaba a Duarte y el Cuartel El Zapote que apoyaba a Molina, pero este terminaría su objetivo de detener el intento de golpe de Estado, fue así que Molina ganaría la elección a través de la Asamblea Legislativa con votos de diputados oficialistas del PCN consumando el fraude electoral. Entre los golpistas se encontraban políticos democristianos, ha si como Schafick Handal que representaba al Partido Comunista que hicieron llamados a la insurrección, Duarte también se sumó a la asonada, pero fue capturado por la Guardia Nacional, torturado y exiliado a Venezuela. Otros dirigentes democristianos debieron abandonar el país, entre ellos Ungo y Morales Erlich además de muchos militantes y simpatizantes del PDC fueron perseguidos por el gobierno militar, especialmente en las áreas rurales, a través de la Organización Democrática Nacionalista (ORDEN).

## Protestas de 1977
El 28 de febrero de 1977 delegados de la Unión Nacional Opositora realizaron protestas por el presunto fraude electoral contra Ernesto Claramount Rozeville en la Plaza Libertad pero esta término siendo reprimida por el presidente saliente Arturo Armando Molina con el presidente electo Carlos Humberto Romero que fungió como Ministro de Defensa durante el gobierno de Molina, La protesta duro aproximadamente unas horas, pero lamentablemente el gobierno de la época respondió con una fuerte represión, a través de tiroteos masivos y bloqueos hacia los manifestantes. Se calcula que fueron entre 21 o 25 víctimas, los lugares afectados fueron la alrededores de La Plaza Libertad y el interior de la Iglesia de El Rosario donde manifestantes se refugiaron dentro de la Iglesia para no ser víctimas de la represión aunque se especula que los Cuerpos de Seguridad entre ellos la Guardia Nacional, entraron al interior de la Iglesia asesinando algunos manifestantes. Las puertas principales de la iglesia quedaron con abolladuras de balas, se especula que se usaron armas de fuego para poder repeler a los manifestantes. Entre las armas se usaron fusiles Heckler & Koch G3, ya que la Guardia Nacional y los otros cuerpos de seguridad usaban ese tipo de armamento, el gobierno permaneció en complicidad con lo ocurrido y para contrarrestar los actos represivos sintonizo música folclórica en las estaciones de radio de todo el país y la plaza libertad a través del Cuerpo de Bomberos fue limpiada en su totalidad de las manchas de sangre que dejó la represión. Miembros de las LP-28 sepultaron al interior de la iglesia algunos cuerpos de manifestantes que fueron abatidos a tiros, además en la misma plaza se sepultaron otros manifestantes asesinados, Claramount terminó exiliándose hacia Costa Rica en un avión de la Fuerza Aérea Salvadoreña. Otros Miembros de la UNO fueron perseguidos y exiliados del país ya que su vida corría riesgo pero 3 años después regresarían para la década de los 80's con la llegada de la Junta Revolucionaria de Gobierno al poder, de esa coyuntura surgieron las Ligas Populares "28 de febrero", ligadas al Ejército Revolucionario del Pueblo (El Salvador), formado en 1972 por jóvenes democristianos radicalizados, como Alejandro Rivas Mira, Joaquín Villalobos, Lil Milagro Ramírez; entre otros.